# Ozzano dell'Emilia

Ozzano dell'Emilia (Uzän en dialecte bolonais)  est une commune italienne de la ville métropolitaine de Bologne dans la région de l'Émilie-Romagne.

## Géographie
La commune et son chef-lieu, située à 11 km à l’est de Bologne sur la via Emilia à 66 mètres d’altitude (devant la mairie, et variant de 29 à 370 m) et le territoire fait partie du parc régional des gypses bolonais et des calanques dell'Abbadessa.

La commune fait confins avec les communes de Castel San Pietro Terme, San Lazzaro di Savena et Pianoro.
 
Le territoire d’origine alluvionnaire est encadré par le fleuve Idice et son affluent Quaderna. La cité est reliée à la ligne de chemin de fer Milan-Bologne-Ancône, ainsi qu’à l’autoroute A14.
Grandes villes voisines :
- Bologne 11 km ;
- Milan 213 km ;
- Florence 77 km.

- Classification sismique en Italie : zona 2, sismicité moyenne.

## Histoire
À l'emplacement de l'actuel hameau de « Maggio », sur la Via Aemilia, fut créée par les Romains une ville en 187 av. J-.C, nommée « Claternae (it) », qui fut totalement abandonnée peu de temps après la chute de l'Empire romain. Elle est actuellement sujette à des fouilles archéologiques, et surnommée « la Pompéi du nord » en raison de la richesse des découvertes qui y sont faites,.
Lui aussi d’une implantation d’origine romaine, le territoire entourant la commune est caractérisé par le découpage régulier des terres, typique de la centuriation romaine. 
Au cours des siècles, Ozzano fut sujet aux vicissitudes des grandes cités voisines de Bologne et Imola, aux convoitises expansionnistes des grandes familles, du Saint-Empire romain germanique à l’état pontifical.

Les opérations de réorganisation administrative de 1805, entreprises par les classes dirigeantes de l’époque napoléonienne du royaume d'Italie (1805-1814), insérèrent la commune d’Ozzano dans le canton de Castel San Pietro Terme, à l’intérieur du district d’Imola du département du Reno. Le territoire de la commune en sortit divisé entre Ozzano di Sopra et Ozzano di Sotto.

En 1810, Ozzano di Sopra fut inséré dans le Canton et district de Bologne  avec les localités de Ciagnano, San Cristoforo, Massa delle Rapi, Ozzano di Sotto et Settefonti avec Monte Armato.

Avec la restauration du domaine pontifical, Ozzano di Sopra devient à l’intérieur de gouvernement et de la légation de Bologne, une communauté (y compris Ciagnano, Monte Armato et Settefonti) sujette au podesta de San Lazzaro di Savena.

Le 16 octobre 1862, la commune change de dénomination et passe de « Ozzano » à « Ozzano dell'Emilia ».

## Personnalités liées à Ozzano dell'Emilia
- Luigi Bernardi, écrivain

## Monuments et lieux d’intérêt
- L’église de Sant'Ambrogio, de 1995.
- L’église de Sant'Andrea Apostolo, acte de donation daté de 1077.
- L’église de San Cristoforo et San Carlo Borromeo, de 1642 restaurée en 1924.
- L’église de Santa Maria della Quaderna, de 1365.
- Le musée d’anatomie pathologique et tératologie vétérinaire.
- Le musée d’archéologie romaine.
- La bibliothèque du "8 mars 1908".
- Le « Parc régional des gypses bolonais et des calanques dell'Abbadessa », sur les premières collines bolonaises en 70 et 400 mètres.

## Économie
La nature du terrain permet à la commune de garder son potentiel agricole basé sur les cultures de plaine alluvionnaire des fleuves Idice et Quaderna (son affluent). Sa position voisine de la grande cité de Bologne lui permet un développement économique axé sur l’industrie mécanique, pharmaceutique, etc. dans la zone artisanale et commerciale au  nord-est de la cité et l’accès à la ligne ferroviaire et à l’autoroute A14  Bologne-Ancône.

## Administration
| Période                                  | Période  | Identité        | Étiquette     | Qualité |
| ---------------------------------------- | -------- | --------------- | ------------- | ------- |
| 14/06/2004                               | En cours | Loretta Masotti | Liste civique |         |
| Les données manquantes sont à compléter. |          |                 |               |         |

### Hameaux
Tolara, Maggio, Quaderna, Osteria Nuova, Ponte Rizzoli, Mercatale, Noce

### Communes limitrophes
Budrio (11 km), Castel San Pietro Terme (10 km), Castenaso (7 km), Medicina (14 km), Monterenzio (14 km), Pianoro (12 km), San Lazzaro di Savena (6 km)

## Population

### Évolution de la population en janvier de chaque année
| 1861  | 1901  | 1921  | 1951  | 1961  | 1971  | 1981  | 1991  | 2001   |
| ----- | ----- | ----- | ----- | ----- | ----- | ----- | ----- | ------ |
| 3 509 | 5 098 | 5 973 | 5 447 | 4 418 | 5 932 | 8 338 | 9 665 | 10 459 |

| 2011   | - | - | - | - | - | - | - | - |
| ------ | - | - | - | - | - | - | - | - |
| 13 100 | - | - | - | - | - | - | - | - |

### Ethnies et minorités étrangères
Selon les données de l’Institut national de statistique (ISTAT) au 1er janvier 2011 la population étrangère résidente et déclarée était de 743 personnes, soit 5,8 % de la population résidente.
Les nationalités majoritairement représentatives étaient :
| Pos. | Pays     | Population |
| ---- | -------- | ---------- |
| 1    | Roumanie | 154        |
| 2    | Albanie  | 101        |
| 3    | Maroc    | 57         |

## Jumelage
- Staffanstorp (Suède)